# Chrypiwka
Chrypiwka (ukr. Хрипівка) – wieś na Ukrainie, w obwodzie czernihowskim, w rejonie czernihowskim. W 2023 liczyła 476 mieszkańców.

## Urodzeni
- Łewko Łukjanenko